# Charles Philippe de Bosset
Charles Philippe de Bosset (Neuchâtel, 29 de julio de 1773-ibidem, 15 de marzo de 1845) fue un ingeniero suizo que, como oficial del ejército británico, se convirtió en gobernador de Cefalonia. El puente De Bosset en Cefalonia lleva su nombre.
Nacido en Neuchâtel, Suiza, De Bosset fue miembro del llamado Regimiento Suizo y ascendió al grado de coronel. De 1810 a 1813, fue gobernador de la isla de Cefalonia y supervisó numerosas obras de infraestructura, incluida la expansión de la red de carreteras y la construcción del actual puente De Bosset sobre la bahía de Argostoli. Para aumentar el margen financiero, introdujo impuestos, por ejemplo, sobre el alumbrado público, e hizo demoler anexos ilegales en la carretera principal de Lithostroto. De 1816 a 1818 desempeñó el cargo de inspector de las Islas Jónicas . A su retiro, los ciudadanos le entregaron una medalla de oro inscrita en griego e italiano.
Tras su regreso a Suiza, visitó con frecuencia Inglaterra y allí dio a conocer la obra del óptico Pierre-Louis Guinand. En 1827 De Bosset fundó una fábrica de guantes en Fleurier .
De Bosset realizó varias excavaciones en Cefalonia e Ítaca. Donó su colección arqueológica y numismática al Museo Británico de Londres y a la ciudad de Neuchâtel, donde se encuentran más de 40 jarrones micénicos en el Museo Cantonal de Arqueología.
En reconocimiento a sus servicios, De Bosset fue nombrado Caballero de la Orden Real Güélfica en 1816.

## Publicaciones seleccionadas de de Bosset
- 1821 Parga and the Ionian Islands: comprehending a refutation of the mis-statements of the Quarterly review and of Lieut.-Gen. Sir Thomas Maitland, on the subject, with a report of the trial between that officer and the author
- Proceedings in Parga and the Ionian Islands : with a series of correspondence and other justificatory documents
- Essai sur les médailles antiques des iles de Céphalonie et d'Ithaque
- Le Chiffonnier: Lettre d'un inconnu
- Lettre concernant le cours sur l'archéologie de la Genèse donné au gymnase de Neuchâtel par le professeur Pettavel
- De l'asphalte et de la mine du Val-de-Travers, dans la principauté de Neuchâtel
- Idées sur les moyens de prévenir le choléra